# Deathcamp Project
Deathcamp Project – zespół muzyczny założony w październiku 2001 w Kluczborku przez dwie osoby posługujące się pseudonimami Betrayal oraz Void.
Muzyka tworzona przez zespół łączy elementy rocka gotyckiego, death rocka oraz muzyki elektronicznej. Grupa odbyła szereg koncertów w kraju i za granicą wraz z takimi grupami jak Closterkeller, Clan of Xymox, Christian Death, Cinema Strange, Eva, Fields of the Nephilim, NFD, The Birthday Massacre, Miguel and the Living Dead czy The Last Days of Jesus.

## Dyskografia
- End (demo, 2001)
- Wired (demo, 2002)
- Away from you (singel, 2003)
- Laxa(C)tivE (EP, 2004)
- seXimeR (EP, 2007)
- Well-Known Pleasures (2008)
- No Cure (singiel, 2011)
- Painthings (2011)